# Gidō Shūshin
Gidō Shūshin (義堂 周信), (1er mars 1325 – 10 mai 1388), sommité japonaise de la secte zen rinzai, est un maître de la poésie et de la prose en littérature chinoise de la (Littérature des cinq montagnes). (Kuge Nikkushū (空華日工集)), le propre journal de Gidō, raconte comment, enfant, il a découvert et conservé précieusement le classique zen Rinzairoku dans la bibliothèque de son père. Il est né à Tosa sur l'île de Shikoku et a commencé l'étude formelle des littératures bouddhique et confucéenne. Ses penchants religieux sont encouragés quand il est témoin de la mort violente d'un membre du clan. Comme beaucoup d'autres, il prononce ses premiers vœux sur le mont Hiei près de la capitale. La vie de Gidō est changée après une visite à l'éminent maître zen Musō Soseki (1275–1351) en 1341. Il devient assistant du maître après l'échec de son propre pèlerinage en Chine puis il devient son principal disciple. Gido est né avec des difficultés de vision. Son choix d'un nom littéraire est Kūgedojin ou « saint homme qui voit des fleurs dans le ciel ». Kūge vient du sanskrit khpuspa et renvoie aux perceptions sensorielles illusoires. 
Gidō joue un rôle de conciliateur entre les cours rivales de la guerre civile du pays. Il est loyal à la Cour du Nord et à ses partisans Ashikaga. Après avoir pris résidence dans la ville de Kamakura, Gidō devient le conseiller personnel des dirigeants Ashikaga locaux. Il encourage les valeurs politiques confucéennes telles que le pouvoir centralisé et la stabilité sociale. De même, Gidō est un défenseur des valeurs humanistes néo-confucéennes, à la fois politique et littéraire, de la période chinoise Sung. En 1380 le shogun en titre Yoshimitsu (1358–1408) lui demande de résider avec lui à  Kyoto. Gidō passe ses dernières années à instruire personnellement Yoshimitsu de sujets confucéens et bouddhistes.

## Articles
- Carpenter, Bruce E., ‘The Poems of Saint Gidō’, Tezukayama University Review (Tezukayama daigaku ronshū), Nara, Japan, no. 21, 1978, pp. 1–12.  (ISSN 0385-7743)
- Carpenter, Bruce E., ‘A Biography of Gidō Shūshin’, Tezukayama University Review (Tezukayama daigaku ronshū), Nara, Japan, no. 45, 1984, pp. 1–19.  (ISSN 0385-7743)

## Source de la traduction
- (en) Cet article est partiellement ou en totalité issu de l’article de Wikipédia en anglais intitulé « Gidō Shūshin » (voir la liste des auteurs).